# Lucas Rodríguez (Fußballspieler, 1997)
Lucas Ariel „Titi“ Rodríguez (* 27. April 1997 in Florencio Varela) ist ein argentinischer Fußballspieler, der beim Erstligisten Estudiantes de La Plata unter Vertrag steht.
Er gilt als vielseitiger Offensivspieler, der sowohl als offensiver Mittelfeldspieler als auch auf den beiden Flügelseiten spielen kann.

## Karriere

### Verein
Rodríguez spielt bereits seit seiner Kindheit im Trikot von Estudiantes de La Plata. Am 11. Juli 2015 bestritt er, bei einem 0:0-Unentschieden gegen den CA San Martín de San Juan, mit 18 Jahren sein Debüt in der argentinischen Primera División, als er nach 78 Spielminuten für Carlos Auzqui eingewechselt wurde. Sein erstes Pflichtspieltor gelang ihm am 8. September beim 2:1-Heimsieg gegen den CA Aldosivi. Am 18. Oktober traf er beim 4:1-Heimsieg gegen den Quilmes AC zum ersten Mal in seiner Karriere zweimal in einer Partie. Dennoch kam er erst in der Saison 2016/17 zu regelmäßigen Einsätzen in der ersten Elf und etablierte sich erst in der darauffolgenden Spielzeit 2017/18 als wichtige Stütze in der Offensive der Mannschaft von Lucas Bernardi.
Anfang Januar 2019 wechselte Rodríguez in die Major League Soccer, wo er vom Hauptstadt-Franchise D.C. United vorerst in einem Leihgeschäft unter Vertrag genommen wurde. Der Verein besaß am Saisonende 2019 eine Kaufoption für den Offensivspieler. Rodríguez folgte damit dem Trend junger Argentinier, wie Milton Valenzuelas, Tomas Martínez, Eric Remedis und Ezequiel Barcos, nach dem Karrierestart im Heimatland den nächsten Schritt in den Vereinigten Staaten zu gehen. Sein Debüt gab er am 4. März 2019 (1. Spieltag) beim 2:0-Heimsieg gegen Atlanta United, in dem ihm eine Vorlage gelang. Bereits zwei Wochen später traf er beim 5:0-Heimsieg gegen Real Salt Lake zum ersten Mal für seinen neuen Verein. Im Spieljahr 2019 netzte er in 33 Ligaspielen sechs Mal. Am Ende des Jahres kehrte er zu Estudiantes zurück, nachdem sich die beiden Vereine nicht auf einen permanenten Transfer hatten verständigen können.

### Nationalmannschaft
Im Jahr 2017 kam Rodríguez zu zehn Einsätzen in der argentinischen U-20-Nationalmannschaft. Außerdem gehörte er zur Auswahl, welche die Nation bei der U-20-Weltmeisterschaft 2017 in Südkorea vertrat. Rodríguez kam beim überraschenden Vorrundenaus in allen drei Gruppenspielen zum Einsatz.